# پناهگاه صخره‌ای تنگ زندان
پناهگاه صخره‌ای تنگ زندان مربوط به دوره هخامنشی است و در شهرستان مرودشت، بخش مرکزی، دهستان محمدآباد، ۵۰۰ متری جنوب شرقی روستای محمدآباد واقع شده و این اثر در تاریخ ۱۸ شهریور ۱۳۸۷ با شمارهٔ ثبت ۲۳۳۶۰ به‌عنوان یکی از آثار ملی ایران به ثبت رسیده است.